# Tuai (Nouvelle-Zélande)
Tuai est une localité dans la région de Hawke's Bay, située dans l’île du Nord de la Nouvelle-Zélande.

## Situation
C’est un village rural localisé autour du lac Whakamarino , dans le district de Wairoa .

## Marae
Le marae de "Te Kūhā Tārewa" et la maison de rencontre de " Te Poho o Hinekura ou Ruapani" sont le llieu de rassemblement des Tūhoe de l'hapū des Ngāti Hinekura (en) et des Ngāti Ruapani (en) de l'hapū des Ngati Hinekura (en) et des texteTuwai (en),.
En octobre 2020, le Gouvernement a attribué 1 949 075 $ à partir du fond de croissance provincial (en) pour mettre à niveau le marae et 23 autres marae des Ngāti Kahungunu.
Le fond devrait permettre de créer 164 emplois.

## Installation électrique
La Station d’énergie locale de Tuai fut ouverte en 1929 sur les berges du lac de Whakamarino, comme une partie du projet des centrales de Waikaremoana dont Genesis Energy en avait le contrôle à distance, depuis le début des années 2000, à partir de la centrale de Tokaanu (en).
L’artiste Doris Lusk décrivit la centrale en 1948 dans une peinture, comme un “bâtiment gothique au milieu de collines sauvages”.
Le lac Whakamarino, aussi connu sous le nom de lac Tuai est réputé pour les pêcheurs à la ligne .
Il ne peut être utilisé que par les pêcheurs à la mouche et l’accès se fait par petits bateaux sans ancre .

## Éducation
Te Kura o Waikaremoana est une école publique, mixte, primaire, allant de l’année 1 à 8 . Elle a un taux de décile de 2 avec un effectif de 29 élèves en 2019 .